# Alfred Neumann
Alfred Neumann, född 15 oktober 1895, död 3 oktober 1952, var en tysk författare.
Neumann debuterade 1917 med ett häfte lyrik men gjorde sig senare känd som dramatiker med bland annat Der Patriot (1927) och i synnerhet som författare av romaner, oftast med historiska motiv, utmärkta för psykologisk skärpa och formstyrka som Der Teufel (1926, svensk översättning Mäster Olivier 1928), Der Held (1930), vilket inspirerats av mordet på Walther Rathenau, samt Narrenspiegel (1932). Neumann utgav även översättningar av Molière, Alphonse de Lamartine och Alfred de Musset samt 1925 en monografi över den senare.
Han var av judisk börd. Från 1933 levde han i exil, först i Italien och sedan i USA. 